# 中華民国第1回国会議員選挙
中華民国第一回国会議員選挙は、1912年から1913年にかけて行われた中華民国成立後最初の国会選挙。 

## 概要
1912年3月8日、南京臨時参議院は「中華民国臨時約法」を可決し、3月11日から、同法第53条の規定「本法施行後十か月以内に、臨時大総統により国会を召集する。議会の組織および選挙法は、参議院によって決定される。」に基づき選挙を実施した。
1912年5月7日、北京臨時参議院は議会が二院制を採用すると決議した。 
1912年8月10日、北京臨時参議院は「中華民国国会組織法」、「参議院議員選挙法」、「衆議院議員選挙法」、「籌備国会事務局官制」を制定した。その後、両院の議員選挙法の施行細則が発表された。
参衆両院の選挙規則は異なり、西側の議会選挙規則を参考し、参議院は各地方や各界の政治勢力を代表する、衆議院は国民を代表する。この規則に従っていくと、参議院はキャリア政治家が多く、衆議院は一般国民を代表する議員が構成されるのはずだが。 実際はそうならなかった。後に選出された議員は主に政治活動家、自由職業者、元清帝国の官僚であった。
- 参議院議員：各省議会およびモンゴル選挙会、チベット選挙会、青海選挙会、華僑選挙会、および中央学会によって選出される。割り当ては、22の行省は省議会で省ごと10名を選出する、モンゴル選挙会、チベット選挙会、青海選挙会はそれぞれ27名、10名、3名を選出する。その他中央学会8名（教育部を直属する知識人団体の予定であるが、最終的に成立されなかった）華僑選挙会6名。参議院議員定数合計は274人。 [1]

- 衆議院議員：地方の人民により選出される。議員定数は各地域の人口によって決まる。 80万人ごとに1人の議員が選出されるが、各省には少なくとも10人衆議院議員がいる、人口が800万人未満の小さな省も選出される。[1] 22の省の中で、 直隷省人口が最も多く、衆議院議員は46人になる。 新疆、吉林、黒竜江など、人口が最も少ない省には、それぞれ10人の選出された議員がいる。 他各省はそれぞれ。 衆議院の合計定数は596人。

したがって、参議院と衆議院の定数合計は870人。 このうち、参議院274人、衆議院596人。 
この選挙における参議院議員は主に地方議会議員によって選出され、地方議員の資格には制限があった。 1912年9月4日に公布された省議会選挙法により、
- 25歳以上の男性(第4条)
- 「選挙人名簿」に記載された者でなければならない(第54条)。

なお「選挙人名簿」に登録されるには、
- その選挙区内に2年以上在住
- 年間直接税が2元以上納税または500元以上不動産を有する
- 小学校または同等の学校を卒業。

のいずれかを満たす必要がある (第3条)
また衆議院の選挙権条件にも、参議院の規定のうち選挙人名簿を除く条件があった。これらの規定により女性と困窮者は選挙権がなく、不動産がない流動資産のみ持っている一部商売人も選挙権を得ることが困難であった。
その結果、議会の両院で選挙に立候補できる有権者は少なくなり、1912年12月に衆議院議員選挙が行われたときの中国の人口は4億6680万人以上と推定されているが、投票に参加したのは4293万3992人で総人口の約10.5％と推定されている。 

## 選挙活動
1912年12月の初めから1913年3月まで、 北京臨時政府内務省の後援の下、参議院議員と衆議院議員が全国の選挙法に従って選出された。 モンゴルとチベットの特別な政治状況により、選挙は北京で開催された。 総選挙では、宣伝での政治攻防から武装闘争までさまざまな選挙戦術で政党が激しく戦った。 

## 国会選挙結果

参議院勢力

衆議院勢力

選挙の結果、 国民党はその支配下にある地方政府の勢力を頼りにして、両院で過半数を獲得し、両院ともに第一党になった。 
しかし、当時は政党をまたぐ政治家が一般的だったため、各政党の正確な議員数を計算することは困難であった。 1913年4月6日、「時報」は「各省衆議院議員リスト」を発表し、22の省とモンゴル、チベット、青海衆議員数と、各党または超然主義者（すなわち非党派）の数を発表。「国民」の1と2号は「衆議院議員一覧表」を発行、「申報」「民立報」など新聞も関連する統計データを発表した。これらの統計は互いに大きな差がある。
各政党も各省当選衆議院議員数を発表したが、国民党は360～370、共和党は250人余り、統一党は百余り、 民主党も百余りであった。これらの合計は800余りで、定数の596議席を大幅に超えている。 
李建農の著書「改革運動後の中国政治史の三十年」によると、各党の衆議院議員の総数と割合は以下のとおりであった。衆議院の合計596人の議員のうち、国民党269（45.1％）; 共和党120（20.1％）；統一党18（3％）；民主党16（2.7％）；無党派26（4.3％）。

## 参照
1. 1 2 3 4 5 6 7 8 9  徐矛，中華民国政治制度史，上海：上海人民出版社，1992年